# Dupôndio

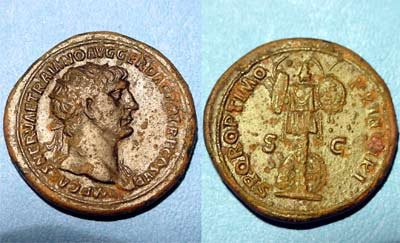
Dupôndio de Trajano.

O dupôndio (dupondius, em latim, pl. dupondii) era uma antiga moeda romana de bronze em circulação durante a República e o Império Romanos, no valor de 2 asses (1/2 sestércio ou 1/8 denário).
O dupôndio entrou em circulação durante a República como uma moeda grande fundida (e não cunhada) cujo peso era de cerca de 2 libras romanas. A moeda apresenta o busto de Roma no anverso e uma roda com seis raios no reverso.
Com a reforma monetária de Augusto em 23 a.C., o sestércio e o dupôndio passaram a ser fabricados com uma liga dourada de bronze que os numismatas chamam oricalco; denominações de menor valor eram produzidas emcobre avermelhado. A inclusão de uma coroa radiante sobre a efígie do imperador, em 66 d.C., durante o reinado de Nero, teve como resultado destacá-lo do asse (de dimensões semelhantes). O acréscimo de uma coroa radiante para indicar valor dobrado foi também aplicado ao antoniniano (denário duplo) e ao duplo sestércio. O dupôndio foi fabricado até o fim do século III d.C.
Tendo em vista que os dupôndios anteriores a Nero não apresentam a coroa radiante, é por vezes difícil de distingui-los do asse, devido à pátina.